# Arnel Taci
Arnel Taci, né en 1986 en Bosnie-Herzégovine, est un acteur allemand.

## Biographie
Arnel Taci a grandi à Berlin et est allé jusqu'à l'école secondaire. Il a fait ses débuts à l'écran en 2001, dans le film Paule und Julia. Par la suite, il a joué dans plusieurs séries.
De 2005 à 2008, il a joué le rôle de Costa dans la série Family Mix (Türkisch für Anfänger). En 2009, il fait apparition dans deux épisodes dans la série Le Journal de Meg.
En 2010, il a fait une apparition dans la série Danni Lowinski.

## Filmographie

### Cinéma

#### Longs-métrages
- 2001 : Paule und Julia de Torsten Löhn : Arnel
- 2006 : Les Enragés de Detlev Buck : Crille
- 2007 : Leroy de Armin Völckers : Achmed
- 2012 : Türkisch für Anfänger - Le Film de Bora Dagtekin : Costa Papavassilou
- 2013 : Sa dernière course de Kilian Riedhof : Jogger jeune
- 2014 : Honig im Kopf de Til Schweiger et Lars Gmehling : Chauffeur en fuite, Emre
- 2015 : The Nightmare de Achim Bornhak : Kevin
- 2016 : Continuity de Omer Fast : So2016
- Berlin Neustadt de Erhan Emre : Miko
- I Know Your Face de Oliver Wergers : Cem Yel
- 2020 : Cortex de Moritz Bleibtreu : Avi

#### Courts-métrages
- 2004 : Anfänger! : Robert
- 2005 : Namus : Volkan
- 2011 : Eisblumen : Amir

### Télévision

#### Téléfilms
- 2007 : Papa est militaire ! d'Oliver Schmitz : Erkan
- 2008 : Eine bleibt sitzen de Tim Trageser : Yussi
- 2009 : Un prof au garde-à-vous d'Oliver Schmitz : Erkan
- 2010 : Schurkenstück de Torsten C. Fischer : Erdal
- 2010 : Civil Courage de Dror Zahavi : Afrim Lima
- 2012 : Wilkommen im Krieg d'Oliver Schmitz : Nobbie
- 2012 : Lotta & die großen Erwartungen de Edzard Onneken : Dominik
- 2015 : Einfach Rosa: Die Hochzeitsplanerin de Holger Haase : Tarik Tosun
- 2016 : Einfacj Rosa: Verliebt, Verlobt, Verboten de Hansjörg Thurn : Tarik Tosun
- 2016 : 1000 Mexikaner de Philipp Scholz : Adam

#### Séries télévisées
- 2004 : Une équipe de choc
- 2006-2008 : Family Mix : Costa Papavassilou
- 2006 : Abschnitt 40 : Jamal
- 2007 : Die Familienanwältin : Mesut Yilmaz
- 2009 : Le Journal de Meg : Kalle
- 2009-2014 : Tatort : Goran/Hochzeitsgast
- 2010 : Notruf Hafenkante : Kumsal
- 2010-2012 : Danni Lowinski : Edwin Lakic/Hamit Genc
- 2011 : Schimanski : Miroslav Tasci
- 2011 : SOKO Stuttgart : Tim Wiesinger
- 2014 : Der Knastarzt : Loschmidt
- 2015 : Nachtschicht : Mufti Korkmaz
- 2016 : Tempel : Mehmet
- 2016 : NSU: German History